# One After 909
One After 909 (noto anche come The One After 909) è un brano dei Beatles, composto da John Lennon e Paul McCartney e presente nell'album Let It Be.

## Il brano
Il brano era stato scritto a Forthlin Road nel 1957 da Lennon e McCartney (anche se era opera principalmente di John) sotto l'influsso del rock and roll di Chuck Berry, e assieme a I Call Your Name è la prima composizione del duo a essere pubblicata su un disco di successo. Il pezzo, che rimase nella scaletta live del gruppo per cinque anni fino al 1962, si richiama per la prima volta nella carriera del gruppo di Liverpool alla matrice delle railroad songs statunitensi, ripresa in Inghilterra da artisti britannici skiffle come Lonnie Donegan, il Chas McDevitt Skiffle Group e Johnny Duncan. E per restare in tema, il ritmo del blues è scandito a imitazione di un convoglio ferroviario in movimento sulle rotaie. Il testo contiene l’espressione “cold as ice”, la stessa che si trova nel brano del 1956 Treat Me Nice, inciso da Elvis Presley come lato B di Jailhouse Rock.
Registrato il 5 marzo 1963 (durante le sedute di registrazione di From Me to You e Thank You Girl), fu giudicato non adatto alla pubblicazione e per questo motivo venne accantonato. Dopo altri sei anni di abbandono, il brano fu ripescato e registrato dapprima in sala d'incisione il 28 e 29 gennaio 1969 e il giorno successivo nel "Rooftop Concert", con una coda di Lennon che beffardamente chiude il pezzo accennando le note iniziali di Danny Boy, una canzone eseguita fra gli altri da Conway Twitty nel 1959.
Versioni differenti del brano, relative alla seduta di incisione tenuta il 5 marzo 1963, sono incluse nell'album Anthology 1.

## Formazione
- John Lennon: voce, chitarra ritmica
- Paul McCartney: voce, basso
- George Harrison: chitarra solista
- Ringo Starr: batteria
- Billy Preston: piano elettrico[1]